# Zdzisław Nowicki (senator)
Zdzisław Nowicki (ur. 17 grudnia 1951 w Pile, zm. 6 czerwca 2006 tamże) – polski dyplomata, senator I kadencji.

## Życiorys
Ukończył studia na Wyższej Szkole Ekonomicznej w Poznaniu oraz w Instytucie Jana Pawła II na Katolickim Uniwersytecie Lubelskim. W latach 1972–1982 pracował w przedsiębiorstwach komunikacyjnych i budowlanych jako doradca finansowy oraz w urzędzie wojewódzkim. Od 1983 do 1989 był zatrudniony w Centralnym Związku Spółdzielczości Pracy.
W latach 1989–1991 zasiadał w Senacie, został wybrany z województwa pilskiego, z listy Komitetu Obywatelskiego. Pracował w Komisjach Gospodarki Narodowej, Inicjatyw i Prac Ustawodawczych, Spraw Emigracji i Polaków za Granicą i Ustawodawstwa Gospodarczego.
W latach 1991–1996 był konsulem generalnym w Petersburgu, później w reaktywowanym Konsulacie Generalnym w Charkowie (1996–1998). Pełnił też funkcję wicedyrektora oddziału Kredyt Banku w Pile (1998-2000). We wrześniu 2000 został mianowany ambasadorem Rzeczypospolitej Polskiej w Kazachstanie i Kirgistanie. Funkcję tę pełnił do 2004.
Pochowany na cmentarzu komunalnym w Jastrowiu.